# Вардан (Партия)
Вардан I е владетел на Партия от династията на Арсакидите. Управлява около 40 – 47 г. Син на Артабан II.

## Управление
Управлението му започва с междуособна война срещу неговият брат Готарз II, който го прогонва с помощта на дахайска наемна армия. Вардан се спасява в Бактрия, навярно при племето юеджи и с тяхна помощ се завръща на власт. Около 43 г. Вардан успява да потуши седемгодишният бунт на град Селевкия на Тигър. На този владетел се приписва основаването на Ктезифон, възникнал във връзка с тези събития. Вардан подготвя война срещу Армения, която не се осъществява. Убит е по време на лов.
Вардан I е споменат в книгата за Аполоний Тиански, който преминал през Партия в пътешествието си до Индия.